# NGC 5526/1
NGC 5526/1 је спирална галаксија у сазвежђу Велики медвед која се налази на NGC листи објеката дубоког неба.
Деклинација објекта је + 57° 46' 20" а ректасцензија 14h 13m 53,3s. Привидна величина (магнитуда) објекта NGC 5526 износи 13,5 а фотографска магнитуда 14,3. NGC 55261 је још познат и под ознакама UGC 9115, MCG 10-20-85, CGCG 295-40, IRAS 14122+5800, FGC 1733, KCPG 421B, PGC 50832.